# Reprezentacja Kosowa w piłce nożnej mężczyzn
Reprezentacja Kosowa w piłce nożnej – narodowa drużyna, która reprezentuje Kosowo w piłce nożnej. Za jej funkcjonowanie odpowiedzialny jest Związek Piłki Nożnej Kosowa, który 3 maja 2016 roku został członkiem UEFA, a 10 dni później członkiem FIFA.
Od 2009 do 2017 roku selekcjonerem reprezentacji Kosowa był Albert Bunjaki. Następnie kadrę tymczasowo prowadził Muharrem Sahiti. Obecnie od marca 2018 Kosowian prowadzi Szwajcar Bernard Challandes.

## Prawa do rozgrywania międzypaństwowych meczów towarzyskich
W 2008 roku FIFA zakazała reprezentacji Kosowa rozgrywania meczów towarzyskich.
22 maja 2012 roku Komitet Wykonawczy FIFA zgodnie z art. 79 statutu pozwolił na rozgrywanie przez Kosowo meczów towarzyskich. Później jednak decyzja ta została odwołana na skutek protestów Związku Piłki Nożnej Serbii.
13 stycznia 2014 roku reprezentacja Kosowa ponownie otrzymała zgodę FIFA na rozgrywanie międzypaństwowych meczów towarzyskich. Jednak reprezentacji postawione zostały dodatkowe warunki: reprezentacja nie będzie mogła występować pod własnymi symbolami narodowymi takimi jak flaga lub herb oraz przed meczem nie będzie odgrywany hymn narodowy Kosowa. Jednocześnie dopuszczono umieszczenie nazwy "Kosowo" na koszulkach drużyny.

## Członkostwo w UEFA i FIFA
3 maja 2016 roku piłkarska federacja Kosowa zostało 55 członkiem UEFA a 13 maja 2016 roku została członkiem FIFA.

## Udział w międzynarodowych turniejach

### Igrzyska Olimpijskie
| Udział w igrzyskach olimpijskich | Udział w igrzyskach olimpijskich | Udział w igrzyskach olimpijskich | Udział w igrzyskach olimpijskich | Udział w igrzyskach olimpijskich | Udział w igrzyskach olimpijskich | Udział w igrzyskach olimpijskich | Udział w igrzyskach olimpijskich | Udział w igrzyskach olimpijskich | . | Kwalifikacje do igrzysk olimpijskich | Kwalifikacje do igrzysk olimpijskich | Kwalifikacje do igrzysk olimpijskich | Kwalifikacje do igrzysk olimpijskich | Kwalifikacje do igrzysk olimpijskich | Kwalifikacje do igrzysk olimpijskich |
| Rok                              | Runda                            | Miejsce                          | M                                | W                                | R                                | P                                | B+                               | B-                               | . | M                                    | W                                    | R                                    | P                                    | B+                                   | B-                                   |
| -------------------------------- | -------------------------------- | -------------------------------- | -------------------------------- | -------------------------------- | -------------------------------- | -------------------------------- | -------------------------------- | -------------------------------- | - | ------------------------------------ | ------------------------------------ | ------------------------------------ | ------------------------------------ | ------------------------------------ | ------------------------------------ |
| 2008-2016                        | Nie brała udziału                | Nie brała udziału                | Nie brała udziału                | Nie brała udziału                | Nie brała udziału                | Nie brała udziału                | Nie brała udziału                | Nie brała udziału                | . |                                      |                                      |                                      |                                      |                                      |                                      |
| 2020                             | Nie zakwalifikowała się          | Nie zakwalifikowała się          | Nie zakwalifikowała się          | Nie zakwalifikowała się          | Nie zakwalifikowała się          | Nie zakwalifikowała się          | Nie zakwalifikowała się          | Nie zakwalifikowała się          | . | 10                                   | 3                                    | 3                                    | 4                                    | 9                                    | 12                                   |

### Mistrzostwa świata
| Udział w mistrzostwach świata | Udział w mistrzostwach świata | Udział w mistrzostwach świata | Udział w mistrzostwach świata | Udział w mistrzostwach świata | Udział w mistrzostwach świata | Udział w mistrzostwach świata | Udział w mistrzostwach świata | Udział w mistrzostwach świata | . | Kwalifikacje do mistrzostw świata | Kwalifikacje do mistrzostw świata | Kwalifikacje do mistrzostw świata | Kwalifikacje do mistrzostw świata | Kwalifikacje do mistrzostw świata | Kwalifikacje do mistrzostw świata |
| Rok                           | Runda                         | Miejsce                       | M                             | W                             | R                             | P                             | B+                            | B-                            | . | M                                 | W                                 | R                                 | P                                 | B+                                | B-                                |
| ----------------------------- | ----------------------------- | ----------------------------- | ----------------------------- | ----------------------------- | ----------------------------- | ----------------------------- | ----------------------------- | ----------------------------- | - | --------------------------------- | --------------------------------- | --------------------------------- | --------------------------------- | --------------------------------- | --------------------------------- |
| 2010-2014                     | Nie brała udziału             | Nie brała udziału             | Nie brała udziału             | Nie brała udziału             | Nie brała udziału             | Nie brała udziału             | Nie brała udziału             | Nie brała udziału             | . |                                   |                                   |                                   |                                   |                                   |                                   |
| 2018                          | Nie zakwalifikowała się       | Nie zakwalifikowała się       | Nie zakwalifikowała się       | Nie zakwalifikowała się       | Nie zakwalifikowała się       | Nie zakwalifikowała się       | Nie zakwalifikowała się       | Nie zakwalifikowała się       | . | 10                                | 0                                 | 1                                 | 9                                 | 3                                 | 24                                |
| 2022                          | Nie zakwalifikowała się       | Nie zakwalifikowała się       | Nie zakwalifikowała się       | Nie zakwalifikowała się       | Nie zakwalifikowała się       | Nie zakwalifikowała się       | Nie zakwalifikowała się       | Nie zakwalifikowała się       | . |                                   |                                   |                                   |                                   |                                   |                                   |

#### Eliminacje doMistrzostw Świata w Piłce Nożnej 2018
| Zespół    | Pkt | M  | W | R | P | Br+ | Br− | +/− |
| --------- | --- | -- | - | - | - | --- | --- | --- |
| Islandia  | 22  | 10 | 7 | 1 | 2 | 16  | 7   | +9  |
| Chorwacja | 20  | 10 | 6 | 2 | 2 | 15  | 4   | +11 |
| Ukraina   | 17  | 10 | 5 | 2 | 3 | 13  | 9   | +4  |
| Turcja    | 15  | 10 | 4 | 3 | 3 | 14  | 13  | +1  |
| Finlandia | 9   | 10 | 2 | 3 | 5 | 9   | 13  | -4  |
| Kosowo    | 1   | 10 | 0 | 1 | 9 | 3   | 24  | -21 |

### Mistrzostwa Europy
| Udział w mistrzostwach Europy | Udział w mistrzostwach Europy | Udział w mistrzostwach Europy | Udział w mistrzostwach Europy | Udział w mistrzostwach Europy | Udział w mistrzostwach Europy | Udział w mistrzostwach Europy | Udział w mistrzostwach Europy | Udział w mistrzostwach Europy | . | Kwalifikacje do mistrzostw Europy | Kwalifikacje do mistrzostw Europy | Kwalifikacje do mistrzostw Europy | Kwalifikacje do mistrzostw Europy | Kwalifikacje do mistrzostw Europy | Kwalifikacje do mistrzostw Europy |
| Rok                           | Runda                         | Miejsce                       | M                             | W                             | R                             | P                             | B+                            | B-                            | . | M                                 | W                                 | R                                 | P                                 | B+                                | B-                                |
| ----------------------------- | ----------------------------- | ----------------------------- | ----------------------------- | ----------------------------- | ----------------------------- | ----------------------------- | ----------------------------- | ----------------------------- | - | --------------------------------- | --------------------------------- | --------------------------------- | --------------------------------- | --------------------------------- | --------------------------------- |
| 2008-2016                     | Nie brała udziału             | Nie brała udziału             | Nie brała udziału             | Nie brała udziału             | Nie brała udziału             | Nie brała udziału             | Nie brała udziału             | Nie brała udziału             | . |                                   |                                   |                                   |                                   |                                   |                                   |
| 2020                          | Nie zakwalifikowała się       | Nie zakwalifikowała się       | Nie zakwalifikowała się       | Nie zakwalifikowała się       | Nie zakwalifikowała się       | Nie zakwalifikowała się       | Nie zakwalifikowała się       | Nie zakwalifikowała się       | . | 9                                 | 3                                 | 2                                 | 4                                 | 14                                | 18                                |
| 2024                          |                               |                               |                               |                               |                               |                               |                               |                               | . |                                   |                                   |                                   |                                   |                                   |                                   |

#### Eliminacje do Mistrzostw Europy w Piłce Nożnej 2020
| Zespół     | Pkt | M | W | R | P | Br+ | Br− | +/− |
| ---------- | --- | - | - | - | - | --- | --- | --- |
| Anglia     | 21  | 8 | 7 | 0 | 1 | 37  | 6   | +31 |
| Czechy     | 15  | 8 | 5 | 0 | 3 | 13  | 11  | +1  |
| Kosowo     | 11  | 8 | 3 | 2 | 3 | 13  | 16  | -3  |
| Bułgaria   | 6   | 8 | 1 | 3 | 4 | 6   | 17  | -11 |
| Czarnogóra | 3   | 8 | 0 | 3 | 5 | 3   | 22  | -19 |

Baraże o udział w Euro 2020 - półfinał
| 8 października 2020 20:45 CET | Macedonia Północna · Kololli 16' (sam.) · Velkovski 33' | 2:1(2:1)Raport | Kosowo · 29' Hadergjonaj | Nacionałna Arena „Tosze Proeski”, Skopje Widzów: 0 Sędzia: Danny Makkelie |
|                               |                                                         |                |                          |                                                                           |

## Nieoficjalne mecze międzynarodowe
Piłkarze z Kosowa rozegrali osiem meczów międzynarodowych:
| data              | gospodarz | wynik | gość                   |
| ----------------- | --------- | ----- | ---------------------- |
| 14 lutego 1993    | Kosowo    | 1 – 3 | Albania                |
| 6 września 2002   | Kosowo    | 0 – 1 | Albania                |
| 2 listopada 2005  | Kosowo    | 0 – 1 | Cypr Północny          |
| 3 listopada 2005  | Kosowo    | 4 – 1 | Laponia                |
| 22 kwietnia 2006  | Kosowo    | 7 – 1 | Monako                 |
| 28 listopada 2006 | Kosowo    | 4 – 1 | Albańczycy w Macedonii |
| 15 czerwca 2007   | Kosowo    | 1 – 0 | Arabia Saudyjska       |
| 14 czerwca 2008   | Kosowo    | 0 – 3 | Albania All Stars      |

| M | W | R | P | PKT | St. br. |
| - | - | - | - | --- | ------- |
| 8 | 4 | 0 | 4 | 12  | 17:11   |

| 14 lutego 1993 | Albania · Edmond Abazi 38' · Bardhyl Seferi 39' (sam) · Indrit Fortuzi 42' | 3 – 1(3 – 0) | Kosowo · Kushtrim Munishi 73' | Tirana Widzów: 4000 Sędzia: Bujar Pregja |
|                | kartki: · Edmond Abazi                                                     |              |                               |                                          |

Skład Kosowa: Ahmet Beselica (Tovorlani 64'), Fadil Berisha, Isa Sadriu (Nushi 58'), Bardhyl Seferi, Geni Llapashtica, Selaudin Jerlini (Osmani 46'), Kushtrim Munishi, Sadullah Ajeti (Krasniqi 46'), Muharrem Saiti (Rafuna 65'), Genc Hoxha (Idrizi 46')
| 2 listopada 2005 | Cypr Północny · Tarik 57' | 1 – 0(0 – 0) | Kosowo | Atatürk Stadyumu, Nikozja Sędzia: Mehmet Malek |
|                  |                           |              |        |                                                |

Skład Kosowa: Labinot, Skerat, Abazi (Idrizi), Zhjeqi, Hoxha, Nalbani, Ghshi (Krasniqi), Keqi, Hasani, (Ramnishi) Ehra (Bektasi)
| 3 listopada 2005 | Kosowo · Hasani 39' (k.) · Brando 55' · Nallbani 59' · Ramushi 78' | 4 – 1(1 – 0) | Laponia · Jonas Johansen 79' | Temmus Stadium, Girne Widzów: 200 Sędzia: S. Tlki |
|                  | kartki: · Zhjeqi · Krusha                                          |              |                              |                                                   |

Skład Kosowa: Bytyqi, Brando, Zhjeqi (Hoxha), Krasniqi, Idrizi (Abazi), Krusha, Nallbani, Keçi (Bekteshi), Limani (Gashi), Hasani, Emra (Ramushi)

## Kadra

### Aktualna kadra
Reprezentanci Kosowa powołani do kadry na mecze przeciwko Mołdawii i Grecji (3, 6 września 2020) (mecze i gole w kadrze oraz kluby reprezentantów aktualne na 24 września 2020; źródło eu-football.info):
| Nr         | Imię i nazwisko     | Data urodzenia | Występy   | Gole      | Obecny klub       | Debiut                                |
| Bramkarze  | Bramkarze           | Bramkarze      | Bramkarze | Bramkarze | Bramkarze         | Bramkarze                             |
| ---------- | ------------------- | -------------- | --------- | --------- | ----------------- | ------------------------------------- |
| 1.         | Samir Ujkani        | 05.07.1988     | 24        | 0         | Torino FC         | vs. Haiti (0:0) 05.03.2014            |
| 12.        | Arijanet Murić      | 07.11.1998     | 11        | 0         | Girona FC         | vs. Azerbejdżan (4:0) 20.11.2018      |
| 16.        | Visar Bekaj         | 24.05.1997     | 2         | 0         | KF Tirana         | vs. Albania (2:2) 13.11.2015          |
| Obrońcy    |                     |                |           |           |                   |                                       |
| 2.         | Florent Hadergjonaj | 31.07.1994     | 11        | 0         | Huddersfield Town | vs. Bułgaria (3:2) 10.06.2019         |
| 3.         | Fidan Aliti         | 03.10.1993     | 23        | 0         | Kalmar FF         | vs. Turcja (1:4) 11.06.2017           |
| 4.         | Armend Thaqi        | 10.10.1992     | 2         | 0         | FC Ballkani       | vs. Łotwa (4:3) 13.11.2017            |
| 13.        | Amir Rrahmani       | 24.02.1994     | 31        | 5         | SSC Napoli        | vs. Senegal (1:3) 25.05.2014          |
| 15.        | Mërgim Vojvoda      | 01.02.1995     | 26        | 1         | Torino FC         | vs. Turcja (1:4) 11.06.2017           |
| 19.        | Leart Paqarada      | 10.08.1994     | 20        | 1         | SV Sandhausen     | vs. Oman (1:0) 07.09.2014             |
| 20.        | Ibrahim Drešević    | 24.01.1997     | 2         | 0         | SC Heerenveen     | vs. Gibraltar (1:0) 10.10.2019        |
| Pomocnicy  |                     |                |           |           |                   |                                       |
| 5.         | Herolind Shala      | 02.01.1992     | 18        | 0         | Valerenga Oslo    | vs. Chorwacja (0:6) 06.10.2016        |
| 6.         | Rron Broja          | 09.04.1996     | 1         | 0         | Partizani Tirana  | vs. Szwecja (0:1) 12.01.2020          |
| 8.         | Besar Halimi        | 12.12.1994     | 21        | 1         | SV Sandhausen     | vs. Gwinea Równikowa (2:0) 10.10.2015 |
| 9.         | Bersant Celina      | 09.09.1996     | 22        | 2         | Swansea City AFC  | vs. Oman (1:0) 07.09.2014             |
| 14.        | Valon Berisha       | 07.02.1993     | 22        | 3         | Stade de Reims    | vs. Finlandia (1:1) 05.09.2016        |
| 15.        | Arber Zeneli        | 25.02.1995     | 20        | 7         | Stade de Reims    | vs. Chorwacja (0:6) 06.10.2016        |
| 17.        | Benjamin Kololli    | 15.05.1992     | 18        | 5         | FC Zürich         | vs. Turcja (0:2) 12.11.2016           |
| 18.        | Florent Hasani      | 30.03.1997     | 4         | 1         | Diósgyőri VTK     | vs. Anglia (3:5) 10.09.2019           |
| 22.        | Anel Rashkaj        | 19.08.1989     | 12        | 0         | SJK               | vs. Czechy (2:1) 7.09.2019            |
| 23.        | Bernard Berisha     | 24.10.1991     | 16        | 1         | Achmat Grozny     | vs. Gwinea Równikowa (2:0) 10.10.2015 |
| Napastnicy |                     |                |           |           |                   |                                       |
| 7.         | Milot Rashica       | 28.06.1996     | 26        | 4         | Werder Brema      | vs. Finlandia (1:1) 05.09.2016        |
| 11.        | Elbasan Rashani     | 09.05.1993     | 13        | 4         | Odds BK           | vs. Albania (2:2) 13.11.2015          |
| 21.        | Atdhe Nuhiu         | 29.07.1989     | 18        | 3         | APOEL FC          | vs. Islandia (1:2) 20.03.2017         |

### Piłkarze powoływani do kadry w przeciągu ostatnich 12 miesięcy
Następujący gracze brali udział w spotkaniach reprezentacji Kosowa w 2016 roku, ale nie byli ostatnio powołani do kadry:
| Imię i nazwisko  | Data urodzenia | Występy   | Gole      | Obecny klub             | Debiut                                | Ostatnie powołanie               |           |
| Bramkarze        | Bramkarze      | Bramkarze | Bramkarze | Bramkarze               | Bramkarze                             | Bramkarze                        | Bramkarze |
| ---------------- | -------------- | --------- | --------- | ----------------------- | ------------------------------------- | -------------------------------- | --------- |
| Flamur Neziri    | 22.05.1987     | 0         | 0         | KF Feronikeli           |                                       | vs. Finlandia (1:1) 05.09.2016   |           |
| Granit Kolshi    | 17.08.1990     | 0         | 0         | KF Besa Peć             |                                       | vs. Finlandia (1:1) 05.09.2016   |           |
| Obrońcy          |                |           |           |                         |                                       |                                  |           |
| Ardian Ismajli   | 30.09.1996     | 0         | 0         | Hajduk Split            |                                       | vs. Chorwacja (0:6) 06.10.2016   |           |
| Bajram Jashanica | 25.09.1990     | 3         | 0         | Skënderbeu Korcza       | vs. Turcja (1:6) 21.05.2014           | vs. Finlandia (1:1) 05.09.2016   |           |
| Lum Rexhepi      | 03.08.1992     | 3         | 0         | Go Ahead Eagles         | vs. Haiti (0:0) 05.03.2014            | vs. Wyspy Owcze (2:0) 03.06.2016 |           |
| Pomocnicy        |                |           |           |                         |                                       |                                  |           |
| Bersant Celina   | 09.09.1996     | 5         | 1         | FC Twente               | vs. Oman (1:0) 07.09.2014             | vs. Ukraina (0:2) 09.10.2016     |           |
| Hekuran Kryeziu  | 12.02.1993     | 5         | 0         | FC Luzern               | vs. Albania (2;2) 13.11.2015          | vs. Ukraina (0:2) 09.10.2016     |           |
| Valmir Sulejmani | 01.02.1996     | 3         | 0         | ÍF Fuglafjørður         | vs. Gwinea Równikowa (2:0) 10.10.2015 | vs. Ukraina (0:2) 09.10.2016     |           |
| Napastnicy       |                |           |           |                         |                                       |                                  |           |
| Albert Bunjaku   | 29.11.1983     | 6         | 3         | Erzgebirge Aue          | vs. Haiti (0:0) 05.03.2014            | vs. Chorwacja (0:6) 06.10.2016   |           |
| Labinot Kabashi  | 28.02.2000     | 0         | 0         | FC Barcelona (juniorzy) |                                       | vs. Ukraina (0:2) 09.10.2016     |           |
| Flamur Kastrati  | 14.11.1991     | 3         | 0         | Aalesunds FK            | vs. Haiti (0:0) 05.03.2014            | vs. Wyspy Owcze (2:0) 03.06.2016 |           |
| Mërgim Brahimi   | 08.08.1992     | 2         | 2         | Grasshoppers            | vs. Gwinea Równikowa (2:0) 10.10.2015 | vs. Wyspy Owcze (2:0) 03.06.2016 |           |
| Elbasan Rashani  | 09.05.1993     | 2         | 2         | Rosenborg BK            | vs. Albania (2;2) 13.11.2015          | vs. Wyspy Owcze (2:0) 03.06.2016 |           |

## Zawodnicy pochodzenia kosowskiego reprezentujący inne państwa
| zawodnik         | obecny klub       | mecze/bramki w kadrze |
| ---------------- | ----------------- | --------------------- |
| Lorik Cana       | bez klubu         | 93 (1)                |
| Arjan Beqaj      | koniec kariery    | 43 (0)                |
| Armend Dallku    | FC Prishtina      | 64 (1)                |
| Debatik Curri    | FC Prishtina      | 44 (1)                |
| Besart Berisha   | Melbourne Victory | 17 (1)                |
| Blerim Rrustemi  | SC Union Nettetal | 3 (0)                 |
| Bekim Kastrati   | koniec kariery    | 2 (0)                 |
| Shefki Kuqi      | koniec kariery    | 62 (8)                |
| Njazi Kuqi       | Inter Turku       | 12 (5)                |
| Përparim Hetemaj | Chievo Werona     | 44 (4)                |
| Milaim Rama      | koniec kariery    | 7 (0)                 |
| Valon Behrami    | Watford           | 73 (2)                |

### Piłkarze urodzeni w Kosowie, grający na igrzyskach olimpijskich
- Fahrudin Jusufi (1960)
- Milan Biševac (2004)
- Miloš Krasić (2004)

Jusufi jest narodowości Gorani, zaś Biševac i Krasić to Serbowie.

## Rekordziści
| Lp. | Zawodnik        | Lata gry w kadrze | Mecze | Bramki |
| --- | --------------- | ----------------- | ----- | ------ |
| 1   | Amir Rrahmani   | 2014–             | 34    | 5      |
| 2   | Mërgim Vojvoda  | 2017–             | 31    | 1      |
| 3   | Fidan Aliti     | 2017–             | 29    | 0      |
| 4   | Milot Rashica   | 2016–             | 28    | 4      |
| 4   | Samir Ujkani    | 2014–             | 28    | 0      |
| 6   | Bersant Celina  | 2014–             | 27    | 2      |
| 7   | Vedat Muriqi    | 2016–             | 26    | 10     |
| 7   | Valon Berisha   | 2016–             | 26    | 3      |
| 9   | Besar Halimi    | 2015–             | 24    | 1      |
| 10  | Leart Paqarada  | 2014–             | 23    | 1      |
| 10  | Hekuran Kryeziu | 2015–             | 23    | 0      |

| Lp. | Zawodnik         | Lata gry w kadrze | Bramki | Mecze |
| --- | ---------------- | ----------------- | ------ | ----- |
| 1   | Vedat Muriqi     | 2016–             | 28     | 58    |
| 2   | Elba Rashani     | 2016–             | 4      | 18    |
| 3   | Arber Zeneli     | 2016–             | 9      | 33    |
| 4   | Amir Rrahmani    | 2014–             | 7      | 62    |
| 5   | Elba Rashani     | 2015–             | 5      | 29    |
| 5   | Edon Zhegrova    | 2018–             | 5      | 42    |
| 7   | Benjamin Kololli | 2016–             | 4      | 24    |
| 7   | Valon Berisha    | 2016–             | 4      | 48    |
| 9   | Albert Bunjaku   | 2014–2016         | 3      | 6     |
| 9   | Atdhe Nuhiu      | 2017–2020         | 3      | 19    |
| 9   | Besar Halimi     | 2015–2021         | 3      | 34    |